# 계약체결상의 과실책임
계약체결상의 과실책임(독일어: Verschulden beim Vertragsschluss)이란 계약의 성립과정에서 당사자의 일방이 그에게 책임 있는 사유로 상대방에게 손해를 준 때에 부담하여야 할 배상책임을 말한다. 계약체결을 위한 협의과정에 있어서도 당사자는 신의칙에 기하여 주의의무·보호의무·충실의무·설명의무 등 부수적 의무가 존재하며, 계약체결상의 과실책임은 바로 이 부수적 의무의 위반이다. 예컨대 A가 B에게 A의 별장을 파는 계약을 체결하였는바 그 전날 밤에 별장이 소실되어 있었다고 하면 별장의 인도는 원래부터 불능(원시불능)하므로 A의 인도채무는 성립되지 않으므로 B의 대금채무도 성립하지 않는다. 이러한 경우에는 매매계약 후에 소실(燒失)되어 인도가 불가능하게 된 경우와는 다르며 인도에 대신하는 손해배상이라는 문제까지는 이르지 않으나 불능한 계약을 체결한 점에 있어서 계약성립의 과정에서 A에 어떤 과실이 없었다는 것이 전제가 된다. 일반적으로 계약상의 의무는 이행의무에 끝나는 것이 아니고, 그 외의 법률에는 규정이 없더라도 신의 성실의 원칙에서 여러 가지 의무를 인정함이 당연하며, 위의 경우에는 조사의무나 고지의무 등의 점에서 A에 과실이 있었으면 '계약체결상의 과실'로서 A에 책임을 묻고, 계약을 유효라 믿었기 때문에 B가 받은 손해를 배상시켜야 할 것이다. 이와 같은 A의 책임을 불법행위 책임으로 보는 경향도 있다.

## 독일
독일 민법 제307조에서 규정된, 독일민법 특유의 제도이다.
19세기 말 루돌프 폰 예링에 의해 독일에서 논의가 활성화되었으며, 계약체결상의 과실책임의 영역이 계속 확대되어 왔다.
독일민법에서 이 책임이 필요하게 된 실익으로는 다음의 세가지를 든다:
- 독일민법상 불법행위 책임에는 재산상의 손해가 포함되지 않는다.
- 독일민법상 사용자책임의 경우에, 사용자의 면책이 많이 인정되고 있다.
- 독일민법상 계약상의 청구권 소멸시효 기간은 30년인 반면에, 불법행위 손해배상청구권의 소멸시효 기간은 불법행위를 안 날로 3년이다.

## 한국
한국은 민법 제535조에서 이 제도를 도입하였다.
제535조 (계약체결상의 과실)

① 목적이 불능한 계약을 체결할 때에 그 불능을 알았거나 알 수 있었을 자는 상대방이 그 계약의 유효를 믿었음으로 인하여 받은 손해를 배상하여야 한다. 그러나 그 배상액은 계약이 유효함으로 인하여 생길 이익액을 넘지 못한다.

② 전항의 규정은 상대방이 그 불능을 알았거나 알 수 있었을 경우에는 적용하지 아니한다.

그리고 종래의 통설(곽윤직)은 불법행위책임이 아니라 계약책임이라고 보았다. 독자적인 법정책임이라는 견해도 있다.(김형배)
그러나, 무용론이 대두되기도 하였다. 그 이유는 다음과 같다:
- 독일민법상 불법행위 책임에는 재산상의 손해가 포함되지 않는다. 그러나 한국은 포함된다.
- 독일민법상 사용자 책임의 경우에, 사용자의 면책이 많이 인정되고 있다. 그러나 한국은 사용자 면책이 거의 인정되지 않는다.
- 독일민법상 계약상의 청구권 소멸시효 기간은 30년인 반면에, 불법행위에 의한 손해배상청구권의 소멸시효 기간은 불법행위를 안 날로 3년이다. 그러나 한국은 계약상 청구권 소멸시효가 10년이라서 크게 차이 없다.

### 신뢰이익
A B간에 A의 별장을 B에게 파는 계약이 체결되었는데 실은 체결 당시 이미 별장은 소실되어 있었다(원시불능)는 경우 따위에서, 이 계약을 유효라고 믿은 B의 구제가 B의 '신뢰이익'(信賴利益) 보호의 문제이다. 대한민국 민법 제535조 제1항의 "상대방이 그 계약의 유효를 믿었음으로 인하여 받은 손해"를 말한다. 계약은 유효하게 성립하였으나 그 후에 별장이 소실된 경우라면 B가 별장을 사용할 수 있었을 이익, 또는 전매(轉賣)함으로써 취득하였을 이익 등 이른바 '이행이익' 보호의 문제가 되지만 그런 경우는 아니다. 그리고 사전의 소실 때문에 계약이 무효인 경우도 가령 B가 미리 별장의 검사를 위하여 소요된 비용이라든지 대금조달을 위한 차금(借金)의 이자 등은 만약 A에 계약 체결상의 과실이 있으면 A에게 배상시켜야 한다는 것이다.

### 사례
박물관을 건립한 甲 주식회사가 乙 주식회사와, 乙 회사가 박물관을 위탁관리하면서 통일전망대와 박물관 입장이 모두 가능한 단일입장권을 발행하여 입장료를 통합 징수한 다음 박물관 입장료에 해당하는 부분에서 박물관 관리운영비를 공제한 나머지를 甲 회사에 지급하기로 하는 내용의 위탁관리계약을 체결한 사안에서, 통일전망대 입장료는 폐기물관리법 등 관계 법령에 따라 청소비 명목의 입장료를 징수하는 것이지만 박물관의 입장료는 민간 기업이 운영하는 박물관의 입장료로서 법적 성질을 달리하는 점 등에 비추어 통일전망대 입장료를 징수하면서 박물관에 대한 입장료를 통합 징수할 목적으로 단일입장권을 발행하는 것은 계약 당시부터 사실상·법률상 불가능한 상태였으므로 위 계약은 원시적으로 불능이어서 무효이고, 乙 회사는 계약 체결 당시 그 불능을 알았거나 알 수 있었다고 보아야 하므로 甲 회사에  민법 제535조 제1항에 따라 신뢰이익 상당의 손해를 배상하여야 한다

### 판례
- 계약체결상의 과실을 이유로 하는 신뢰이익 손해배상을 청구할 수 있을지언정[5] 그 계약이 유효하게 성립되었던 것임을 전제로 하는 이행이익에 관한 손해배상청구를 청구할 수 없다[6]

##### 확대적용의 문제-계약교섭의 부당파기
- 학교법인이 원고를 사무직원 채용시험의 최종합격자로 결정하고 그 통지와 아울러 ‘1989.5.10.자로 발령하겠으니 제반 구비서류를 5.8.까지 제출하여 달라.’는 통지를 하여 원고로 하여금 위 통지에 따라 제반 구비서류를 제출하게 한 후, 원고의 발령을 지체하고 여러 번 발령을 미루었으며, 그 때문에 원고는 위 학교법인이 1990.5.28. 원고를 직원으로 채용할 수 없다고 통지할 때까지 임용만 기다리면서 다른 일에 종사하지 못한 경우 이러한 결과가 발생한 원인이 위 학교법인이 자신이 경영하는 대학의 재정 형편, 적정한 직원의 수, 1990년도 입학정원의 증감 여부 등 여러 사정을 참작하여 채용할 직원의 수를 헤아리고 그에 따라 적정한 수의 합격자 발표와 직원채용통지를 하여야 하는데도 이를 게을리 하였기 때문이라면 위 학교법인은 불법행위자로서 원고가 위 최종합격자 통지와 계속된 발령 약속을 신뢰하여 직원으로 채용되기를 기대하면서 다른 취직의 기회를 포기함으로써 입은 손해를 배상할 책임이 있다[7].
- 공사금액이 수백억이고 공사기간도 14개월이나 되는 장기간에 걸친 대규모 건설하도급공사에 있어서는 특별한 사정이 없는 한 공사금액 외에 구체적인 공사시행 방법과 준비, 공사비 지급방법 등과 관련된 제반 조건 등 그 부분에 대한 합의가 없다면 계약이 체결되지 않았으리라고 보이는 중요한 사항에 관한 합의까지 이루어져야 비로소 그 합의에 구속되겠다는 의사의 합치가 있었다고 볼 수 있고, 하도급계약의 체결을 위하여 교섭당사자가 견적서, 이행각서, 하도급보증서 등의 서류를 제출하였다는 것만으로는 하도급계약이 체결되었다고 볼 수 없다[8]
- 어느 일방이 교섭단계에서 계약이 확실하게 체결되리라는 정당한 기대 내지 신뢰를 부여하여 상대방이 그 신뢰에 따라 행동하였음에도 상당한 이유 없이 계약의 체결을 거부하여 손해를 입혔다면 이는 신의성실의 원칙에 비추어 볼 때 계약자유원칙의 한계를 넘는 위법한 행위로서 불법행위를 구성한다.[9]
- “우수현상광고의 광고자로서 당선자에게 일정한 계약을 체결할 의무가 있는 자가 그 의무를 위반함으로써 계약의 종국적인 체결에 이르지 않게 되어 상대방이 그러한 계약체결의무의 채무불이행을 원인으로 하는 손해배상을 청구한 경우 그 손해배상청구권은 계약이 체결되었을 경우에 취득하게 될 계약상의 이행청구권과 실질적이고 경제적으로 밀접한 관계가 형성되어 있기 때문에, 그 손해배상청구권의 소멸시효기간은 계약이 체결되었을 때 취득하게 될 이행청구권에 적용되는 소멸시효기간에 따른다.”[10].

## 같이 보기
- 불법행위
- 소멸시효
- 금반언의 원칙